# Derrotero Argentino
El Derrotero Argentino es una publicación de información náutica y cartas náuticas realizada por el Servicio de Hidrografía Naval del ministerio de Defensa de la República Argentina.
Las tres primeras partes proporcionan información detallada sobre el río de la Plata y sobre todo el litoral atlántico argentino. Las partes III y V contienen información sobre las islas Malvinas, las islas Georgias del Sur y Sandwich del Sur y la Antártida Argentina. También publica derroteros para la navegación en los ríos Paraná, Paraguay, Uruguay, Bermejo, Pilcomayo y Negro.
La Ley N° 19.922 de Descentralización del Servicio de Hidrografía Naval (SHN) y su decreto reglamentario número 7633, ambos de 1972, definió en su artículo 1° los sistemas de ayuda a la navegación que mantendrá el SHN, entre ellas cartas Náuticas convencionales y especiales y derroteros. El artículo 5° del decreto mencionado brinda el estatus «publicaciones oficiales» a las cartas y publicaciones náuticas que edita el SHN.

## Publicaciones
Las publicaciones más recientes son:
- «Derrotero Argentino Parte I. Río de la Plata y Suplemento». (12° edición - 2001)
- «Derrotero Argentino Parte II. Costa del Atlántico. Desde Cabo San Antonio a Cabo Vírgenes y Punta Dungeness y Suplemento». (9° edición - 2000)
- «Derrotero Argentino Parte III. Archipiélago Fuegino. Islas Malvinas y Suplemento». (6° edición - 1997)
- «Derrotero Argentino Parte IV. Ríos Paraná, Paraguay, Bermejo, Pilcomayo y Uruguay y Suplemento». (9° edición - 1986)
- «Derrotero Argentino Parte IV. Río Uruguay, desde km 0 a km 381». (1° edición - 2014)
- «Derrotero Argentino Parte V. Antártida y Archipiélagos Subantárticos Argentinos y Suplemento». (6° edición - 2006)
- «Derrotero del Río Negro y Croquis». (1° edición - 1980)
- «Derrotero Hidrovía Paraguay-Paraná. (Pto. De Cáceres-Pto. Nueva Palmira) - Parte I De Nueva Palmira a Asunción». (1° edición - 1998)